# ネットワークアタッチトストレージ

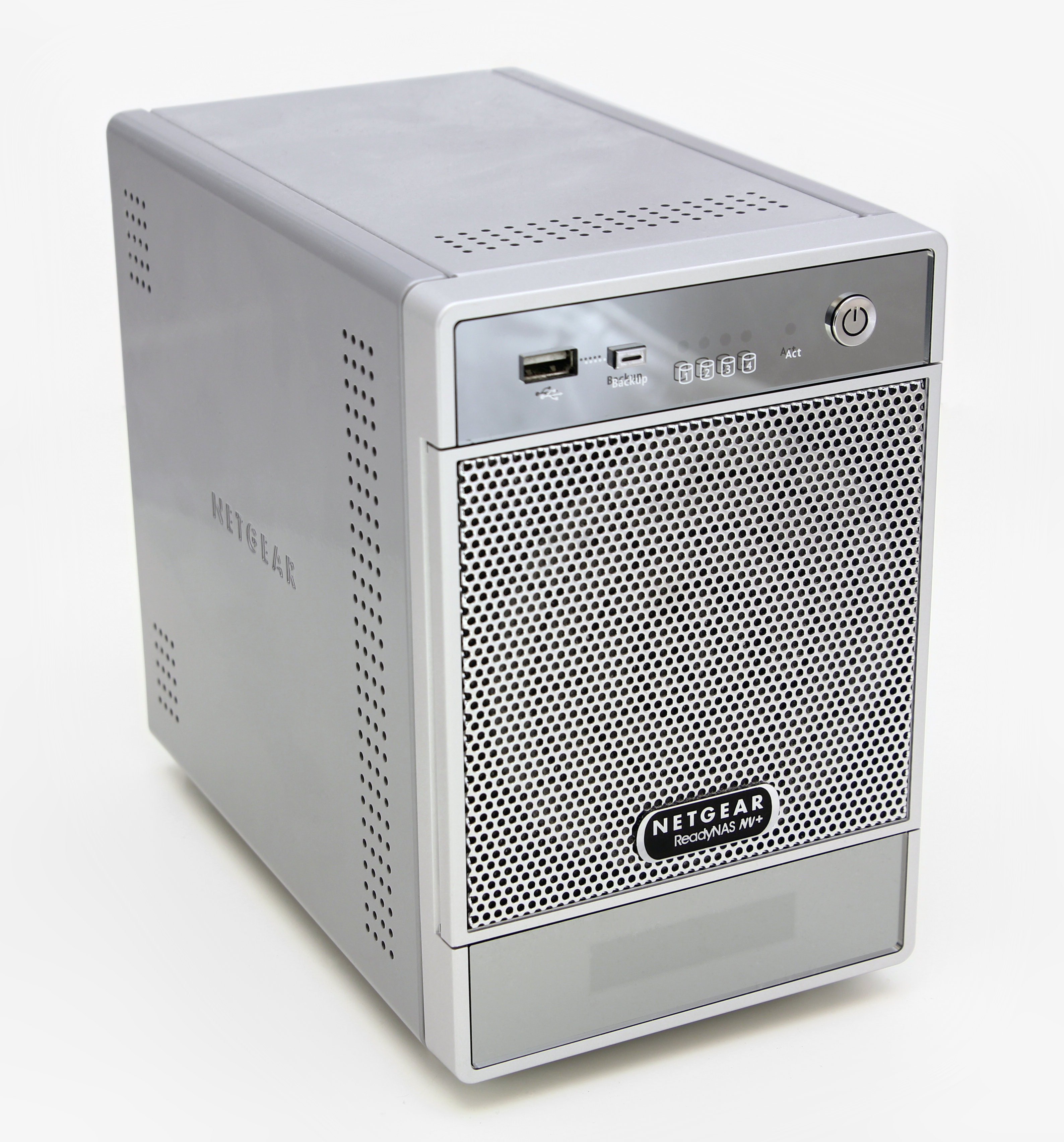
ネットギア製のReadyNAS NV+

ネットワークアタッチトストレージ (Network Attached Storage) とは、コンピュータネットワークに直接接続して使用するファイルサーバ。TCP/IPネットワークに接続して使用する補助記憶装置であり、コントローラとハードディスクまたはソリッドステートドライブから成るファイルサービス専用のコンピュータである。OSがチューニング・独自開発されている場合もある。

## 概要

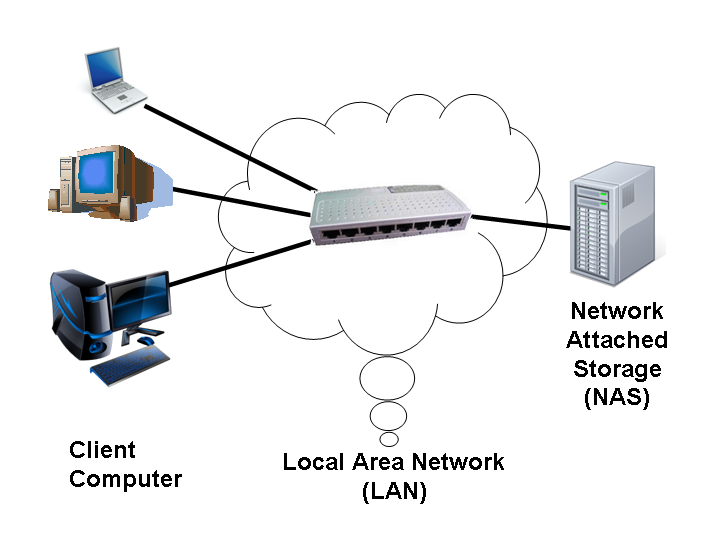
NASの概念図

Local area network (LAN) を介して複数端末でファイルを共有するためのストレージ機器である。古くからあるファイルサーバと基本的には同じものであるが、用途を特化する事で高速かつ導入・管理が容易であるというメリットがある。ファイル共有のアプライアンスであるともいえる。
NAS（日本語を含む多くの言語ではナスと発音。英語ではナズ）と呼ばれる事が多い。カタカナ表記では、ネットワーク・アタッチド・ストレージのように「ト」を「ド」と書くのも一般的である。
コントローラ部分を独立させたものをNASゲートウェイあるいはNASヘッドとも呼ぶ。

## ハードウェア

### ハードディスクドライブ（HDD）
主にシリアルATA接続のHDDが利用される。個人や小規模事業所などの極低予算を除いては、RAIDを構成して冗長性、可用性を高めるのが一般的である。この場合、SATAなどのホットスワップ可能なディスクインタフェースを利用してシステム稼働中でも抜き差し交換できるようになっている事もある。

### ソリッドステートドライブ（SSD）
HDDと比較して高速性・信頼性の点でメリットを持つSSDを使用したNAS（オールフラッシュNAS）製品も登場している。

### CPU
NASの主な演算処理はパリティや巡回冗長検査計算である。ネットギア製ReadyNASではローエンドはこれら計算エンジンを搭載したARM SoC、ミドルクラスはIntel Atom、ハイエンドはIntel Core i3と使い分けられている。当該エンジンにより比較的処理速度の低いSoCでも、RAIDのパリティ、btrfsやiSCSIのCRC32C、dm-cryptの暗号化/復号を高速に処理出来る。この間にもCPUはウイルススキャン等の別のジョブを実行し続けられる。

### その他
NASはデスクトップパソコン等とは違いビデオカードやキーボード、マウスなどのインターフェースがなくても済むように設計されている。ハイエンドではネットワークカードを二つ備えたり、ホットスワップ可能な複数の電源・冷却ファンを備えるなど障害発生時のダウンタイムを低減する機種もある。加えて10ギガビット・イーサネット（10GbE）を備える場合もあり、高性能コントローラやRAIDと相まりスループットはネットワーク上限の400〜500MB/sに及ぶ製品もある。

## ソフトウェア
OSは主にLinuxやWindows Storage Serverである。OpenSolarisも使われる。ネットワーク経由でバグの修正や性能・機能の向上がメーカーより提供される。ファイルシステムには高性能・高信頼性が求められ、チェックサム、ジャーナリング機能を持つext4、btrfs及びZFS等が使われる。
管理者の負担減のために様々な設定作業が自動化もしくは簡便化されている。例えば4ベイ（ディスク4台が収納可能）の場合、最初のディスクを装着すると自動的にパーティションが設定され、数分後にはファイル共有可能になる。2台目を挿入すると自動的にRAID1になり、3台目を挿入するとRAID5がウェブブラウザから選択できるようになり、更に4台目にはRAID6も選択可能になる等。
動的なウイルス検出・通知・隔離機能、DLNA機能、外出先でもアクセスできるパーソナルクラウド機能なども提供する。ボリュームの設定や容量・温度等の監視はブラウザで行うのが基本だが、スーパーユーザーでのログインを許可する事で追加ソフトのインストールが可能等、カスタマイズが可能な製品もある。ただしサポートの対象外となる事に留意する。

## ファイル共有プロトコル
さまざまなクライアントに合わせて複数提供されるのが普通である。
Network File System (NFS)
Solaris, Linux, macOSなどのUNIX/Unix系OSの多くがサポートするプロトコル。WindowsでもServices for UNIXの導入でNFSクライアントとして機能する。
Server Message Block (SMB), Common Internet File System (CIFS)
Microsoft Windowsで主に利用されるプロトコル。UNIX系OSでCIFS機能を提供するSambaも広く利用されている。
Apple Filing Protocol (AFP)
Classic Mac OSやmacOSで利用されるプロトコル。Unix系OSでAFP機能を提供するnetatalkも広く利用されている。
WebDAV
プラットフォームへの依存性の低いプロトコルとしてHTTPを拡張したWebDAVを備える機種もある。
iSCSI
ファイル共有ではないがストレージエリアネットワーク(SAN)でも使えるようiSCSIを備える機種もある。

## NASとSANの違い

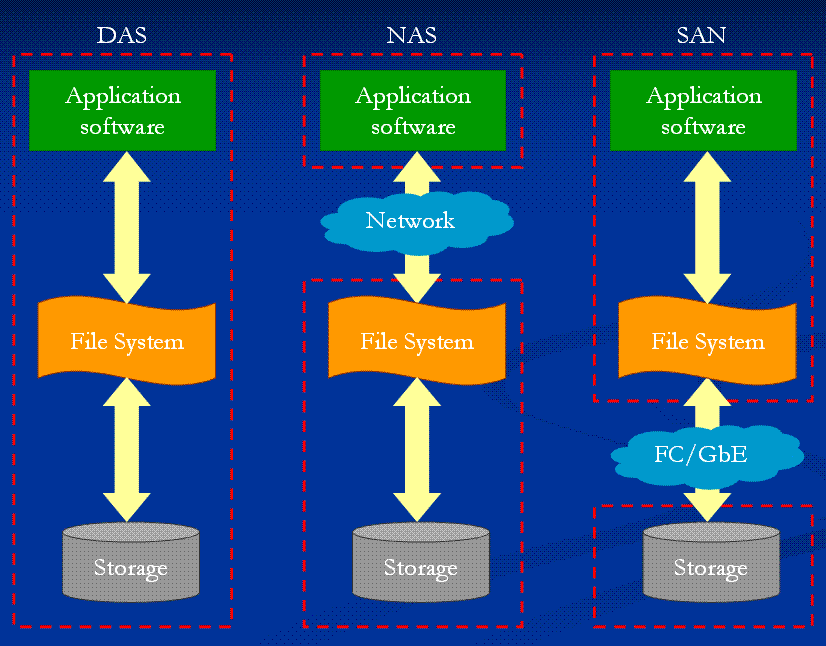
NAS,SANの比較

NASはストレージエリアネットワーク(SAN)に対抗して命名されたが、ネットワークの種類、提供するストレージ形態、価格帯等の観点で大きく異なる。
NAS
- 汎用的かつ安価なイーサネットを用いたLocal Area Network
- 共有するもの：ファイル
- 導入コスト・保守コストともに安い

SAN
- 高価なファイバーチャネルネットワーク
- 共有するもの：ストレージのリソースプール。遠隔にあるディスクがローカルディスクのように振る舞う。ファイル共有不可
- 拡張性、セキュリティ、安定性が高いと考えられている

データベースやグループウェア等のアプリケーションの一部ではNAS上にデータを生成する事が許さない場合もある。このようにSANでしか対応できないアプリケーションもある反面、同一ディスク領域の共有を許さない性格上、ファイルサービスに限るとNASが優れる。注：SANでもディスクおよびファイバーネットワークを一つの筐体に収めて、OSにファイルサーバ機能を持たせればNASになる。NASも大規模なものはSANで構成される。

## ウイルスの脅威
2014年、NASを標的としたランサムウェア「SynoLocker」が確認された。ファイルを暗号化して金銭を要求する典型的な暗号化ランサムウェアであり、Synology製NASのOS「Synology DSM」の古いバージョンに存在する脆弱性を突いたものである。エフセキュア社とSynology社は攻撃が広がっていることに対し注意を呼びかけると共にNAS-OS「Synology DSM」を最新版へアップデートするよう促している。

### 代表的なメーカー
- ASUSTOR
- ネットアップ
- ネットギア
- EMCコーポレーション
- QNAP
- ヒューレット・パッカード
- デル
- Thecus
- IBM
- TerraMaster
- Synology

### NASに特化したOS
- TrueNAS - FreeBSDベース。利用可能なサービスは、CIFS/SMB, FTP, NFS, rsync, iSCSI等
- NASLite - Linuxベース。利用可能なサービスは、CIFS/SMB, FTP, NFS等
- Openfiler - Linuxベース。利用可能なサービスは、CIFS/SMB, WebDAV, FTP, NFS, rsync, iSCSI等
- OpenMediaVault  - Linuxベース。利用可能なサービスは、CIFS/SMB, FTP, NFS, rsync, AFP等

### 一般家庭・SOHO向け製品
- ASUSTOR
- QNAP
- ネットギアReadyNAS
- Thecus
- Link Station（バッファロー）
- Tera Station（バッファロー）
  - 玄箱
- LANDISK（アイ・オー・データ機器）
  - LAN Tank - GLAN Tank
- Windows Home Server
- nasne（ソニー・インタラクティブエンタテインメントおよびバッファロー）
- DiskStation
- auひかりホームゲートウェイ[5]